# Wangen an der Aare
Wangen an der Aare (toponimo tedesco) è un comune svizzero di 2 301 abitanti del Canton Berna, nella regione dell'Emmental-Alta Argovia (circondario dell'Alta Argovia, del quale è il capoluogo); ha lo status di città.

## Storia
Nel 1881 la località di Schachenhof, fino ad allora frazione di Attiswil, fu assegnata a Wangen an der Aare. Wangen an der Aare è stata il capoluogo del distretto di Wangen fino alla sua soppressione nel 2009.

## Monumenti e luoghi d'interesse

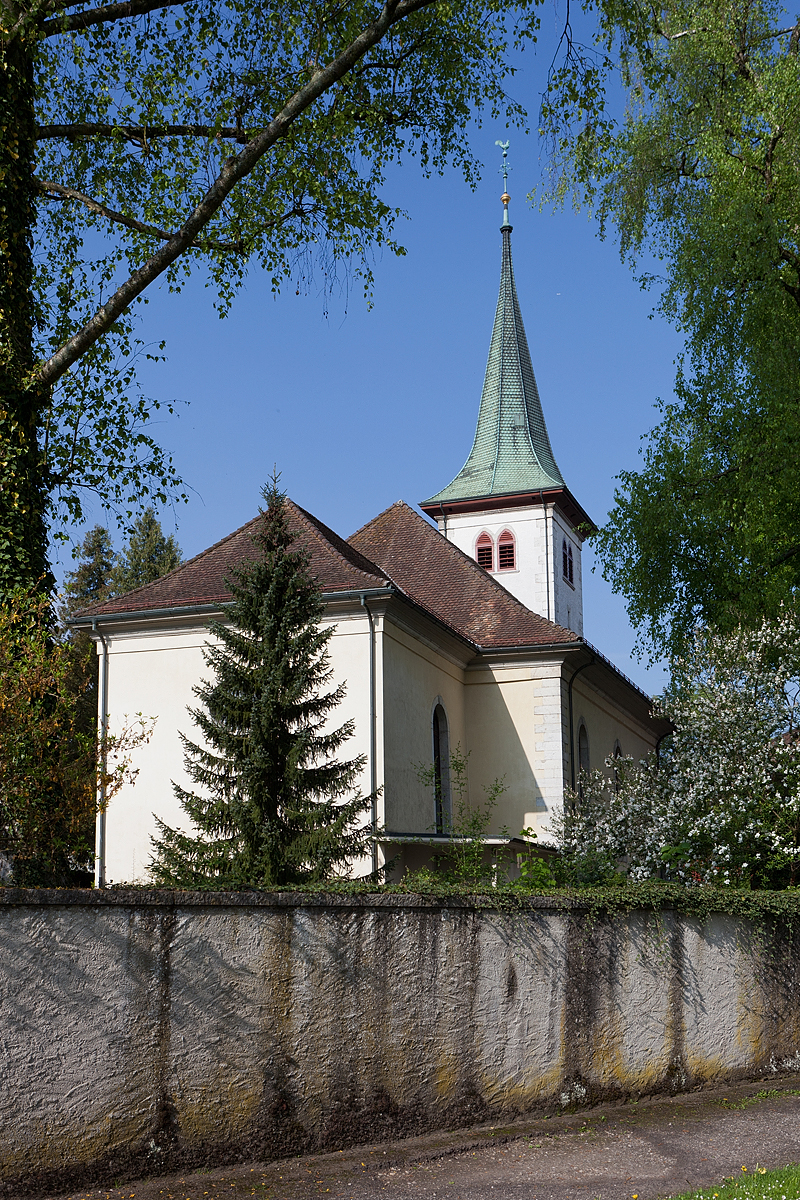
La chiesa riformata

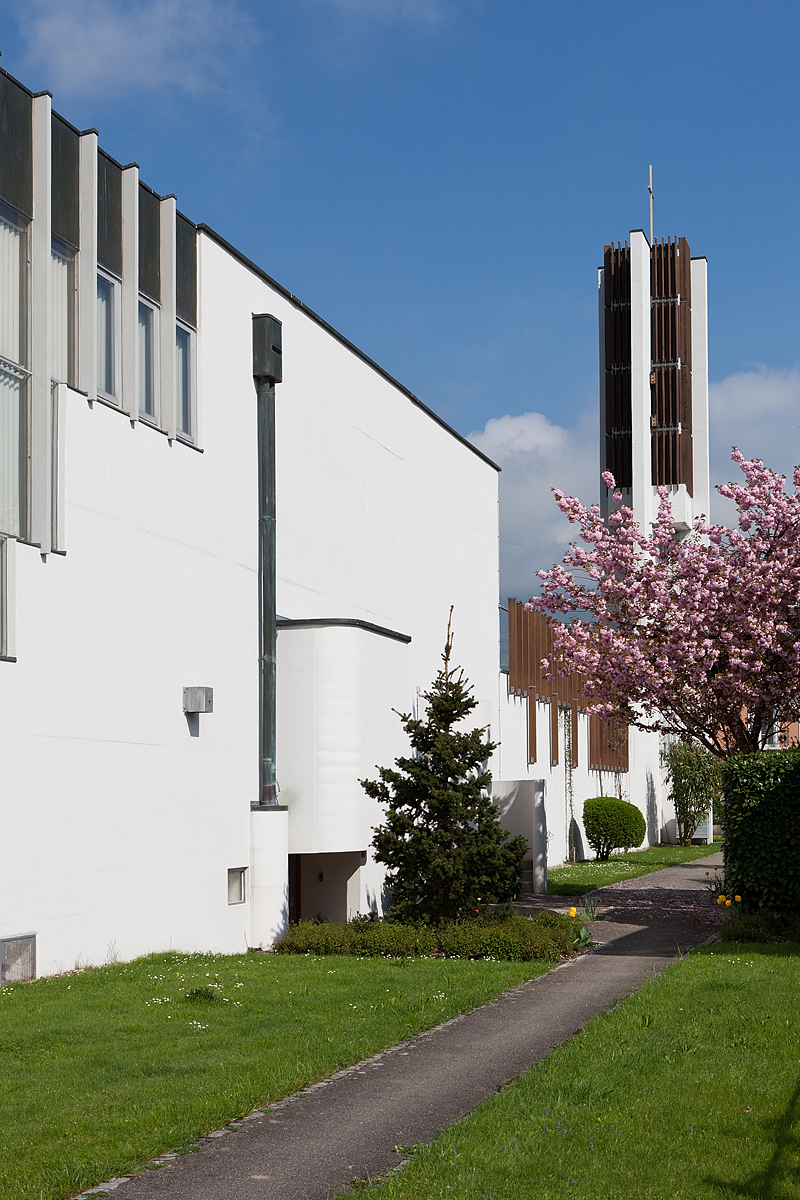
La chiesa cattolica di San Cristoforo

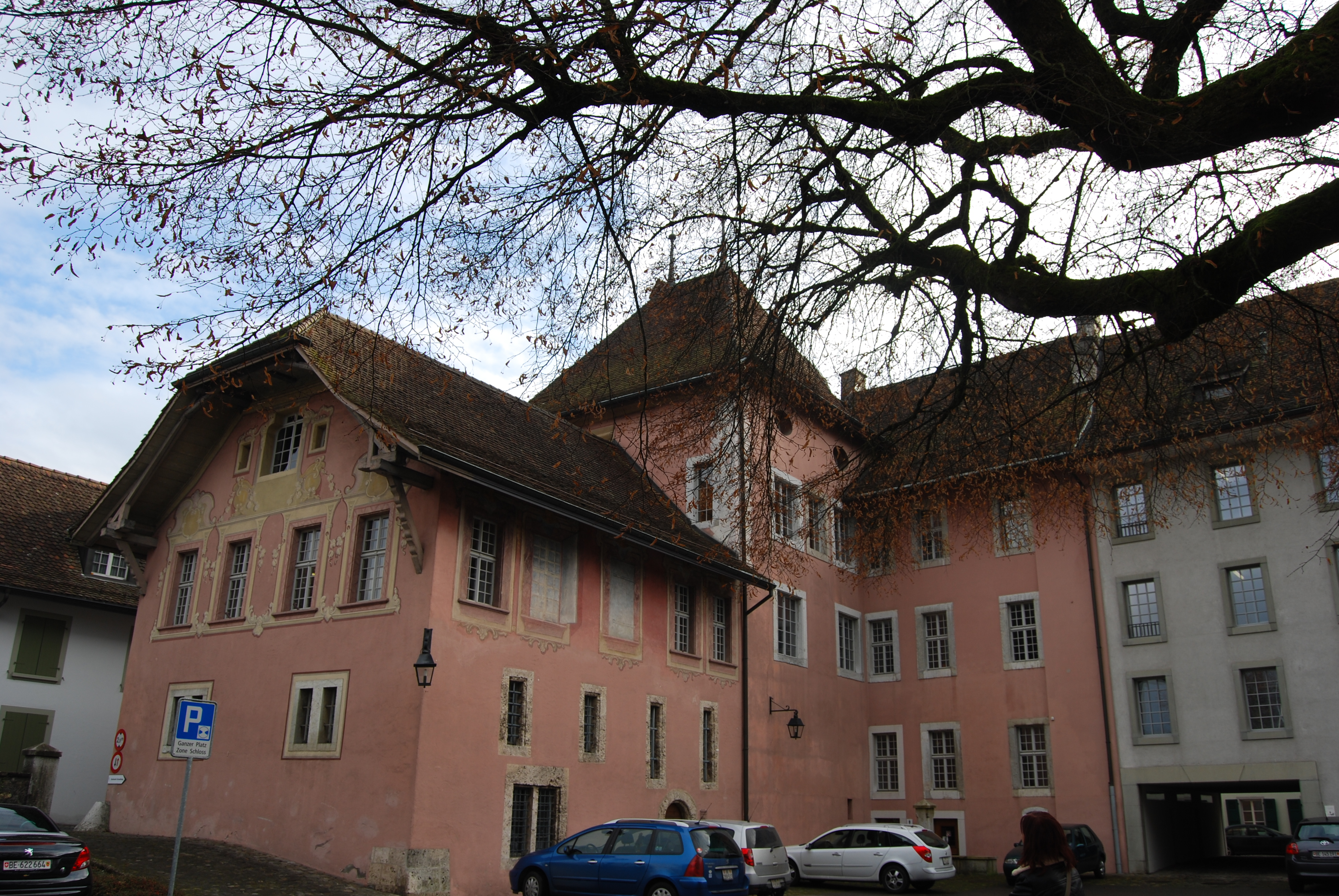
Il castello di Wangen

- Chiesa riformata (già chiesa prepositurale di Santa Maria e della Santa Croce), eretta nel 1200 circa e ricostruita dopo il 1384, nel 1528 e nel 1825[2];
- Chiesa cattolica di San Cristoforo, eretta nel 1962[2];
- Castello di Wangen, eretto nel Medioevo[2].

## Società

### Evoluzione demografica
L'evoluzione demografica è riportata nella seguente tabella:
Abitanti censiti

## Infrastrutture e trasporti
Wangen an der Aare è servita dall'omonima stazione sulla ferrovia Losanna-Olten.

## Amministrazione
Ogni famiglia originaria del luogo fa parte del cosiddetto comune patriziale e ha la responsabilità della manutenzione di ogni bene ricadente all'interno dei confini del comune.